# 570年代
570年代（ごひゃくななじゅうねんだい）は、西暦（ユリウス暦）570年から579年までの10年間を指す十年紀。

## できごと

### 571年
- 新羅に使いを遣わし、任那（みまな）滅亡の理由を問う。欽明天皇、任那再興の詔を遣わして没する（紀）。

### 572年
- 4月3日 - 渟中倉太珠敷皇子、敏達天皇として即位（ - 585年9月14日（敏達天皇8月15日））。
- 王辰爾（わうじんに）、高句麗の上表文を解読する。高句麗の使人、帰国する（紀）。

### 574年
- 高句麗の使人、越に来着し、上京する。蘇我馬子を吉備に使わし、白猪屯倉（しらいのみやけ）と田部を充実させ、田部の名籍を白猪史胆津（いつ）に与える（紀）。

### 575年
- 新羅と任那に使いを送る。新羅、多々羅・須奈羅・和蛇・発鬼の四邑の調を献ずる（紀）。

### 576年
- 3月 - 敏達天皇、豊御食炊屋姫尊を皇后とする（紀）。

### 577年
- 北周が北斉を滅ぼし華北（中国北部）を統一する。
- 日祠部（ひのまつりべ）・私部（きさいちべ）を置く。百済に使いを遣わす。百済の威徳王、経綸と律師・禅師・比丘尼・呪禁師・造仏工・造寺工の6人を贈る（紀）。

### 578年
- 四天王寺建立のため、聖徳太子の命を受けて百済より三人の宮大工が招かれ、その宮大工の一人、金剛重光が「金剛組」を創業。

### 579年
- 新羅、調と仏像を贈る（紀）。